# Кнессет 4-го созыва
Кнессет 4-го созыва (ивр. הכנסת הרביעית‎) — парламент Государства Израиль, действовавший в период с 30 ноября 1959 года по 4 сентября 1961 года. Кнессет 4-го созыва функционировал чуть меньше двух лет во время работы девятого правительства во главе с Давидом Бен-Гурионом, и продолжает оставаться самым коротким за всю историю израильского парламентаризма.
Новоым председателем Кнессетастал кандидат от партии МАПАЙ Кадиш Луза (Лужинский) из куббуца Дгании-Бет, уроженец Бобруйска который набрал 112 голосов при трех воздержавшихся.
Одним из новых депутатовстал Шимон Перес; через три недели Бен-Гурион назначил Переса своим заместителем в министерстве обороны; с тех пор Перес оставался депутатом Кнессета почти 50 лет, вплоть до избрания президентом Израиля в 2007 году.

## Результаты выборов
Выборы состоялись 3 ноября 1959 года.
Количество избирателей: 1,218,724

Общее количество учтённых голосов: 969,337

Процентный барьер: 1 %

Количество голосов за парламентское место: 9,693
| Фракция                                 | Количество учтённых голосов | Голоса избирателей в процентном соотношении | Количество мандатов |
| --------------------------------------- | --------------------------- | ------------------------------------------- | ------------------- |
| «Партия рабочих в Эрец-Исраэль (МАПАЙ)» | 370,585                     | 38.2                                        | 47                  |
| «Движение Херут»                        | 130,515                     | 13,5                                        | 17                  |
| «Религиозно - национальная партия»      | 95,581                      | 9,9                                         | 12                  |
| «Объединенная партия рабочих»           | 69,468                      | 7,2                                         | 9                   |
| «Партия общих сионистов»                | 59,700                      | 6,2                                         | 8                   |
| «Ахдут ха-Авода — Поалей Цион»          | 58,043                      | 6,0                                         | 7                   |
| «Фронт Тора и Религия»²                 | 45,569                      | 4,7                                         | 6                   |
| «Прогрессивная партия»                  | 44,889                      | 4,6                                         | 6                   |
| «Коммунистическая партия Израиля»       | 27,374                      | 2,8                                         | 3                   |
| «Прогресс и Развитие»¹                  | 12,347                      | 1,3                                         | 2                   |
| «Шиту́ф ве-Ахва́»¹                        | 11,104                      | 1,1                                         | 2                   |
| «Агрикультура и развитие»¹              | 9791                        | 1,1                                         | 1                   |

¹ Партии национальных меньшинств близких по идеологии к МАПАЙ.

² Сменила своё название на «Поалей Агуат Исраэль» — «Агудат Исраэль».

## Состав фракций
Численный состав фракций не соответствует количеству мандатов полученных на выборах, так как некоторые депутаты не находились в текущем кнессете полный срок, из-за ротации, смены должностей, переходов, объединений и пр.
| Фракция                                 | Количество мандатов | Количество парламентских мест под конец сессии |
| --------------------------------------- | ------------------- | ---------------------------------------------- |
| «Партия рабочих в Эрец-Исраэль (Мапай)» | 47                  | 47                                             |
| «Движение Херут»                        | 17                  | 17                                             |
| «Религиозно - национальная партия»      | 12                  | 12                                             |
| «Партия общих сионистов»¹               | 8                   | 0                                              |
| «Ахдут ха-Авода — Поалей Цион»          | 7                   | 7                                              |
| «Фронт Тора и Религия»²                 | 6                   | 0                                              |
| «Прогрессивная партия»¹                 | 6                   | 0                                              |
| «Прогресс и Развитие»³                  | 2                   | 2                                              |
| «Шиту́ф ве-Ахва́»³                        | 2                   | 2                                              |
| «Агрикультура и развитие»³              | 1                   | 1                                              |
| Агудат Исраэль                          | 0                   | 4                                              |
| «Поалей Агудат Исраэль»                 | 0                   | 2                                              |
| «Партия израильских либералов»          | 0                   | 14                                             |

¹Слились в Либеральную партию. 

²Раскололись на Агудат Исраэль и Поалей Агудат Исраэль. 

³Партии национальных меньшинств, близких по идеологии к МАПАЙ.

## Депутатский состав

### Агрикультура и развитие
1. Махмуд А-Нашаф

### Агудат Исраэль
1. Шломо-Яков Гросс

### Движение Херут
1. Биньямин Авниэль
2. Арье Альтман
3. Биньямин Ардити
4. Йоханан Бадер
5. Менахем Бегин
6. Арье Бен-Элиэзер
7. Авраам Дрори
8. Хаим Коэн-Мегури
9. Хаим Ландау
10. Нахум Левин
11. Элиягу Меридор
12. Яков Меридор
13. Мордехай Ольмерт
14. Эстер Разиэль-Наор
15. Шабтай Шихман
16. Элиэзер Шустак
17. Йосеф Шуфман
18. Шимшон Юничман

### Единство ха-Авода — Поалей Цион
1. Рут Актин
2. Игаль Алон
3. Исраэль Бар-Иуда
4. Ицхак Бен-Аарон
5. Мордехай Биби
6. Исраэль Галили
7. Моше Кармель
8. Нахум Нир

### Израильская коммунистическая партия
1. Меир Вильнер
2. Шмуэль Микунис
3. Моше Снэ
4. Тауфик Туби

### Общие сионисты
1. Залман Абрамов (Партия израильских либералов)
2. Перец Беренштейн (Партия израильских либералов)
3. Эзра Ихилов (Партия израильских либералов)
4. Элимелех-Шимон Рималт (Партия израильских либералов)
5. Йосеф Сапир (Партия израильских либералов)
6. Йосеф Серлин (Партия израильских либералов)
7. Цви Цимерман (Партия израильских либералов)

### МАПАМ
1. Исраэль Барзилай
2. Мордехай Бентов
3. Хаим Йегуда
4. Йосеф Кушнир
5. Яаков Рифтин
6. Ханан Рубин
7. Эмма Тальми
8. Яаков Хазан
9. Юсуф Хамис
10. Меир Яари

### Партия израильских либералов
1. Моше Нисим (Общие сионисты)

### Партия рабочих в Эрец Исраэль
1. Давид Акоэн
2. Йосеф Аарон Альмоги
3. Залман Аран
4. Меир Аргов
5. Ами Асаф
6. Моше Барам
7. Дов Бар-Рав-Хай
8. Аарон Бекер
9. Давид Бен-Гурион
10. Гидон Бен-Исраэль
11. Герцель Бергер
12. Авраам Герцфельд
13. Акива Говрин
14. Исраэль Гури
15. Амос Дагани
16. Моше Даян
17. Исраэль Ешиягу-Шараби
18. Мордехай Зар
19. Беба Идельсон
20. Гиора Йосефталь
21. Исраэль Каргман
22. Йона Кесе
23. Ицхак Корен
24. Менахем Коэн
25. Пинхас Лавон
26. Хана Ламдан
27. Кадиш Луз
28. Голда Меир
29. Мордехай Намир
30. Двора Нецер
31. Барух Озния
32. Шимон Перес
33. Давид Петель
34. Пинхас Сапир
35. Моше Сардинес
36. Изхар Смиланский
37. Женя Тверски
38. Йосеф Фишер
39. Ашер Хасин
40. Рахель Цабри
41. Хаим Йосеф Цадок
42. Моше Шарет
43. Бехор-Шалом Шитрит
44. Шмуэль Шореш
45. Абба Эвен
46. Йосеф Эфрати
47. Леви Эшколь
48. Аарон Ядлин

### Прогресс и Развитие
1. Ахмад А-Дахар
2. Элиас Нахле

### Прогрессивная партия
1. Ицхак Голан (Партия израильских либералов)
2. Шимон Канович (Партия израильских либералов)
3. Моше Коль (Партия израильских либералов)
4. Идов Коэн (Партия израильских либералов)
5. Пинхас Розен (Партия израильских либералов)
6. Изхар Харари (Партия израильских либералов)

### Религиозно-национальная партия
1. Исраэль-Шломо Бен-Меир
2. Йосеф Бург
3. Зерах Варгафтиг
4. Аарон-Яаков Гринберг
5. Фрижа Зуарец
6. Мордехай Нурок
7. Ицхак Рафаэль
8. Това Сангадрай
9. Моше Унна
10. Яаков Михаэль Хазани
11. Хаим-Моше Шапиро
12. Беньямин Шахор

### Фронт Тора и Религия
1. Кальман Кахана (Поалей Агудат Исраэль)
2. Яков Кац (Поалей Агудат Исраэль)
3. Ицхак Меир Левин (Агудат Исраэль)
4. Шломо Лоринц (Агудат Исраэль)
5. Биньямин Минц (Поалей Агудат Исраэль)
6. Менахем Поруш (Агудат Исраэль)

### Шитуф ве-Ахва
1. Лавив-Хусейн Абу-Рохан
2. Йосеф Диаб